# Гаплогруппа H26 (мтДНК)
Гаплогруппа H26 — гаплогруппа митохондриальной ДНК человека.

## Субклады
- H26a
- H26b
- H26c
- H26d

## Палеогенетика

### Неолит
Винча (культура)
- I1895 | SEKU6a __ Szederkény-Kukorica-dülö (feature 2398) __ Баранья (медье), Южная Трансданубия, Венгрия __ 5321-5081 calBCE (6267±33 BP, MAMS-14809) __ Ж __ H26.[1]

Линейно-ленточная керамика
- I2030 | HAL32b __ Halberstadt-Sonntagsfeld __ Хальберштадт, Гарц (район), Саксония-Анхальт, Германия __ 5500-4850 BCE __ Ж __ H26.[1]

- XN174 | gr. 26/195 ; SMH020 __ Stuttgart-Mühlhausen I __ Штутгарт, Баден-Вюртемберг, Германия __ 4987-4711 calBCE (6100±70 BP) __ М __ H2* (P96) # H26.[2][3]

Тиса (культура)
- I2746 | VSM3a __ Vésztő-Mágor (grave 32) __ Сегхаломский район, Бекеш (медье), Южный Альфёльд, Венгрия __ 5000-4500 BCE __ M __ G2a # H26.[1]

Сернийская культура
- GRG056 | GLN 313 __ Gurgy "les Noisats" __ Йонна, Бургундия — Франш-Конте, Франция __ 5000-4000 BCE __ Ж __ H26.[2]

Культура Лендьел (BKG)
- N31 __ Oslonki __ Осенцины (гмина), Радзеювский повят, Куявско-Поморское воеводство, Польша __ 4327-4051 calBCE (5350±40 BP, Poz-77356) __ Ж __ H26.[4]

### Медный век
Тисаполгар
- I2395 | PULE1.9a __ Pusztataskony-Ledence I. (feature 130/ STR 150) __ Яс-Надькун-Сольнок (медье), Северный Альфёльд, Венгрия __ 4500-4000 BCE __ М __ G2a2b # H26.[1]

Ласиньская культура
- I10071 | P8L3-2 __ Potočani __ Джуловац, Бьеловарско-Билогорска, Хорватия __ 4200 years cal BCE __ Ж __ H26.[5]

Баденская культура
- I2366 | GEN12a __ Budakalász-Luppa csárda (grave 33) __ Пешт (медье), Центральная Венгрия, Венгрия __ 3340-2945 calBCE (4455±35 BP, Poz-88227) __ М __ G2a2b2a1a1b1 # H26a.[1]

## Публикации
2017
- Lipson M, Szécsényi-Nagy A, Mallick S; et al. (Ноябрь 2017). Parallel palaeogenomic transects reveal complex genetic history of early European farmers. Nature. 551 (7680): 368–372. doi:10.1038/nature24476. PMC 5973800. PMID 29144465. {{cite journal}}: Явное указание et al. в: |author= (справка)Википедия:Обслуживание CS1 (множественные имена: authors list) (ссылка)

2018
- Fernandes DM, Strapagiel D, Borówka P, Marciniak B, Żądzińska E, Sirak K, Siska V, Grygiel R, Carlsson J, Manica A, Lorkiewicz W, Pinhasi R. (Октябрь 2018). A genomic Neolithic time transect of hunter-farmer admixture in central Poland. Scientific Reports. 8: 14879. doi:10.1038/s41598-018-33067-w. PMC 6173765. PMID 30291256.{{cite journal}}:  Википедия:Обслуживание CS1 (множественные имена: authors list) (ссылка)

2020
- Rivollat M, Jeong C, Schiffels S; et al. (Май 2020). Ancient genome-wide DNA from France highlights the complexity of interactions between Mesolithic hunter-gatherers and Neolithic farmers. Science Advances. 6 (22): eaaz5344. doi:10.1126/sciadv.aaz5344. PMC 7259947. PMID 32523989. {{cite journal}}: Явное указание et al. в: |author= (справка)Википедия:Обслуживание CS1 (множественные имена: authors list) (ссылка)

2021
- Novak M; Olalde I; Ringbauer H; Rohland N; Ahern J; Balen J; Janković I; Potrebica H; Pinhasi R; Reich D. (Март 2021). Genome-wide analysis of nearly all the victims of a 6200 year old massacre. PLOS One. 16 (3): e0247332. doi:10.1371/journal.pone.0247332. PMC 7946188. PMID 33690651.{{cite journal}}:  Википедия:Обслуживание CS1 (не помеченный открытым DOI) (ссылка)
- Rohrlach AB, Papac L, Childebayeva A; et al. (Июль 2021). Using Y-chromosome capture enrichment to resolve haplogroup H2 shows new evidence for a two-path Neolithic expansion to Western Europe. Scientific Reports. 11: 15005. doi:10.1038/s41598-021-94491-z. PMC 8298398. PMID 34294811. {{cite journal}}: Явное указание et al. в: |author= (справка)Википедия:Обслуживание CS1 (множественные имена: authors list) (ссылка)